# فرانك كابلان
فرانك كابلان (بالإنجليزية: Frank Caplan)‏ هو شخصية أعمال أمريكي، ولد في 10 يونيو 1911 في كينغستون أبون هال في المملكة المتحدة، وتوفي في 28 سبتمبر 1988 في برينستون في الولايات المتحدة.